# Johann Ferdinand Hetzendorf von Hohenberg
Johann Ferdinand Hetzendorf von Hohenberg (Josefstadt, 7 febbraio 1733 – Vienna, 14 dicembre 1816) è stato un architetto austriaco.

## Biografia
Era figlio del pittore Johann Samuel Hetzendorfer e della sua consorte Theresia Ursula Nefzer e nacque nell'attuale quartiere periferico viennese di Josefstadt. Dopo aver studiato presso l'Accademia di belle arti di Vienna, intraprese un viaggio in Germania e Italia, ove egli si dedicò per prima cosa a dipinti per teatri e decorazioni. Nel 1758 divenne socio onorario della neo fondata Accademia di Augsburg. Dalle decorazioni teatrali giunse all'architettura. Fu protetto dal cancelliere di Maria Teresa d'Austria, conte Wenzel Anton von Kaunitz-Rietberg, cosicché nel 1765 iniziò a ricevere incarichi per il castello di Schönbrunn, che Maria Teresa, dopo la morte del marito, l'imperatore Francesco Stefano, volle ristrutturare. Nel 1766 venne proclamato nobile e da allora portò il nome di Hetzendorf von Hohenberg. Dal 1769 al 1772 fu professore presso la scuola di architettura dell'Accademia di belle arti di Vienna e dal 1773 fino alla morte ne fu direttore.
Nel 1775 divenne architetto di corte e inoltre membro dell'Académie de France à Rome. Nel 1804 divenne cittadino onorario di Vienna.
Nel 1894 gli fu dedicata una via (Hohenbergstraße) nel quartiere viennese di Meidling.

## Realizzazioni

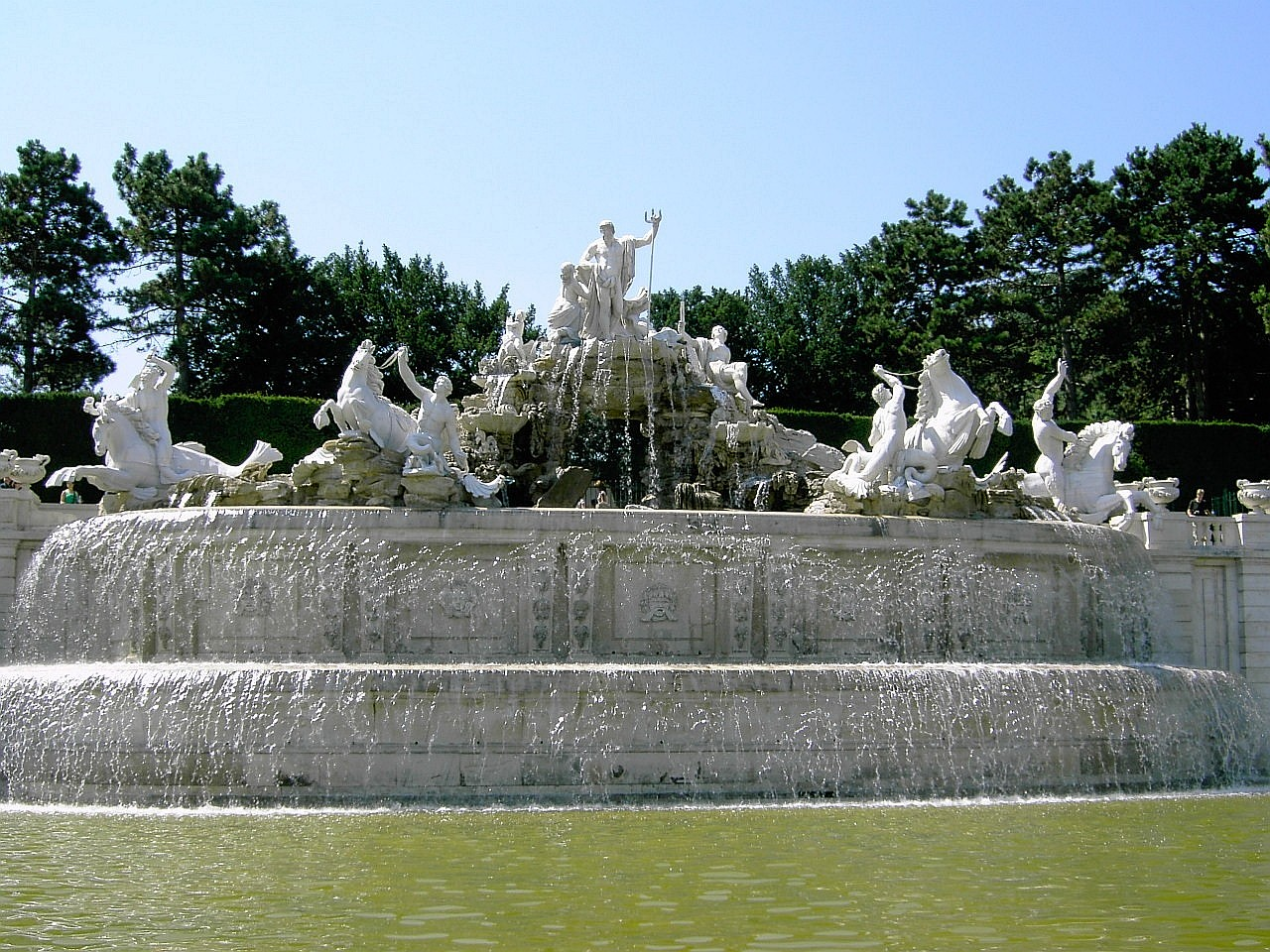
La fontana del Nettuno nel parco del castello di Schönbrunn

Il suo primo lavoro fu l'arredamento interno del teatro di Schönbrunn, che egli realizzò ancora in stile rococò. Le sue proposte successive di edifici classicistici non furono realizzate. Hetzendorf fu importante soprattutto come ideatore del giardino del castello, che egli allestì secondo rigidi canoni francesi. Alcune sculture furono progettate secondo i suoi disegni, quali, ad esempio, la Fontana del Nettuno. La più significativa costruzione del giardino, la Gloriette, fu realizzata su suoi disegni. Essa fu eretta tra il 1772 e il 1775 e fu la prima costruzione classicista dell'Austria. Si tratta di un arco di trionfo eretto sulla sommità più elevata  del giardino, che funge sia da punto panoramico che da elemento terminale del giardino. Esso è anche concepito come monumento alla memoria, per cui è coperto di trofei di guerra, che provengono da Johann Baptist Hagenauer e Benedikt Hainrizi.
Realizzò inoltre nel giardino del castello il famoso obelisco come le Rovine romane, che gli procurarono il suo primo riconoscimento internazionale come opera d'arte. Quest'opera artistica scenografica di ruderi è già un indice di romanticismo.

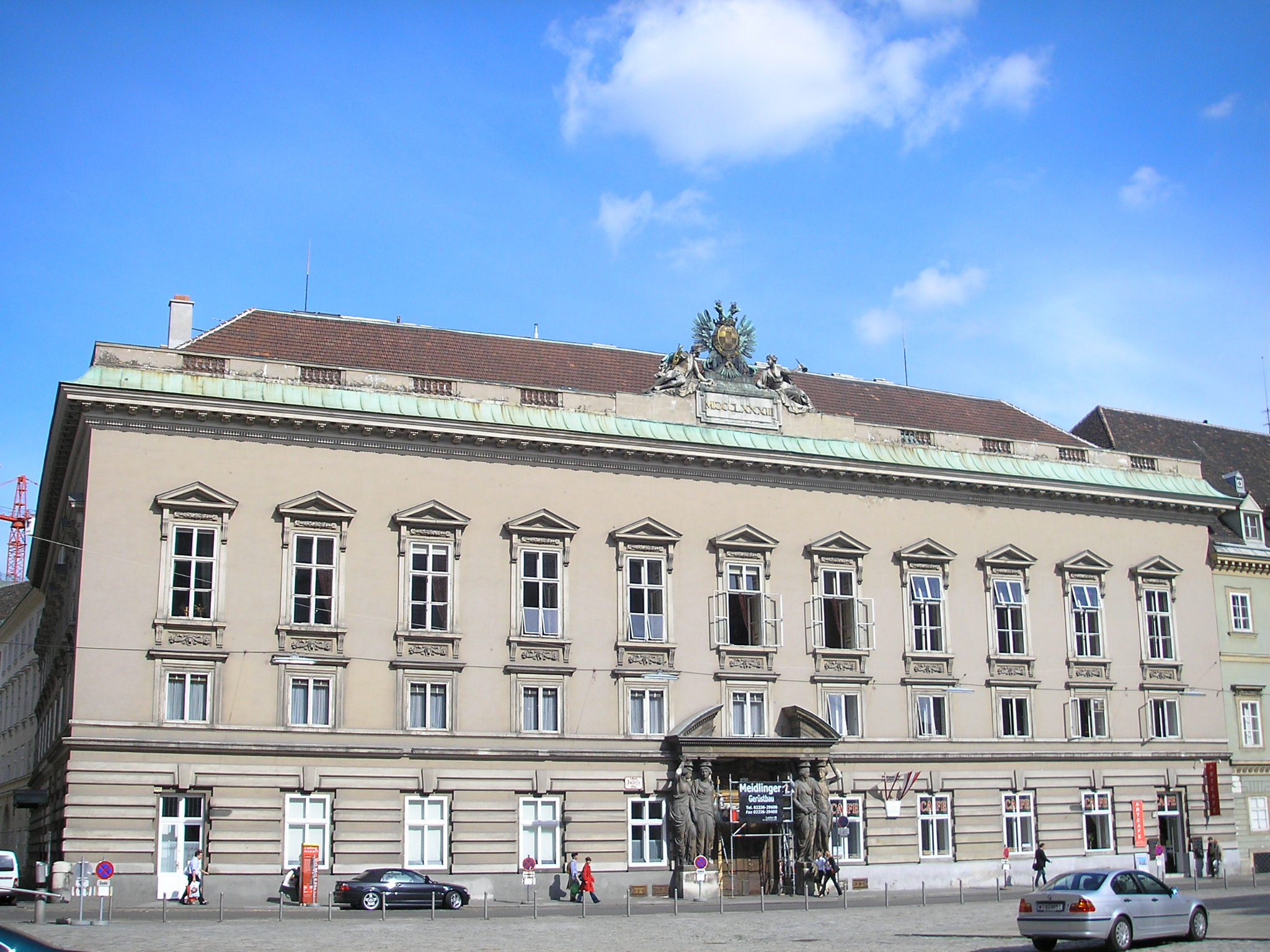
Il Palazzo Pallavicini nel centro di Vienna

Nel 1783 costruì il Palazzo Pallavicini' (allora Palaizzo Fries)  sulla Josephsplatz, di fronte allo  Hofburg. Negli anni successivi Hetzendorf von Hohenberg si occupò soprattutto di ristrutturazioni di chiese, in particolare la chiesa dei Minoriti e la chiesa di Sant'Agostino, entrambe originalmente gotiche, che erano diventate barocche. 
L'interno barocco fu in gran parte eliminato, il che gli valse la fama di essere un "rigotificatore". Ma ciò è senz'altro ambiguo, poiché egli fece fare una sola ristrutturazione, che era contro il gotico: fece ristrutturare qualcosa nella chiesa di Sant'Agostino, nell'oratorio del coro, che stona sensibilmente con l'importante senso del gotico dell'altezza. Nella chiesa dei Minoriti fece "smurare" il Ludwigschor, un autentico coro gotico (che fu demolito all'inizio del XX secolo).

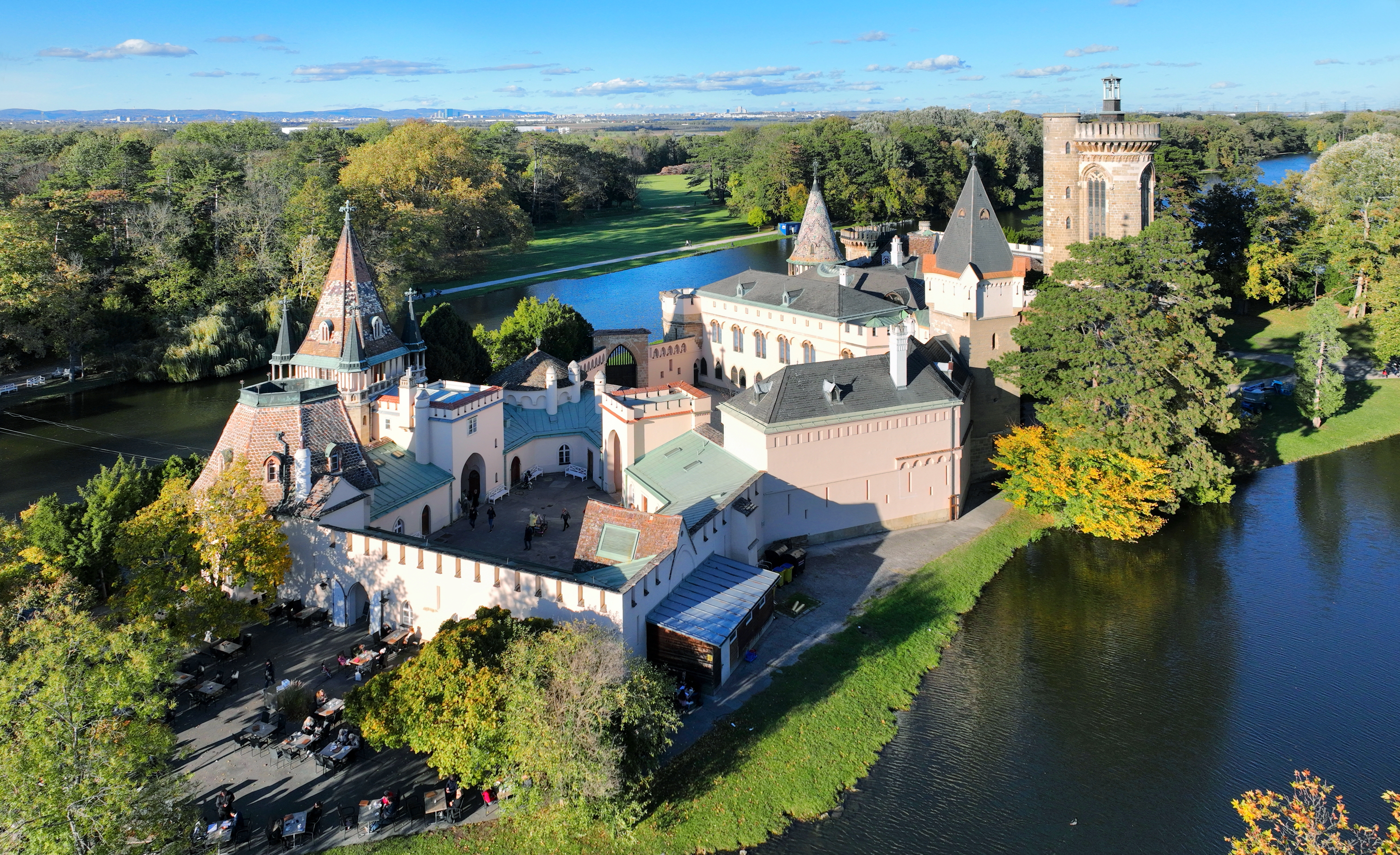
Il Franzensburg a Laxenburg che fu progettato nel 1800 in due parti

Ma questa tendenza al neogotico si rivelò sempre di più nei suoi ultimi progetti, così nei suoi piani per il castello di Laxenburg, ove egli progettò quasi una rocca medievale.
Hetzendorf von Hohenberg impersonò come nessun altro le molteplici possibilità dei suoi tempi. Senz'altro ancora familiare con l'architettura gotica, portò il classicismo al successo in Austria, per alla fine preludere a qualcosa come lo storicismo, il cui pragmatismo – diverse soluzioni estetiche 
per consentire diverse tipologie di edifici – fu già da lui anticipato.

## Opere
- Arredamento interno del teatro di  Schönbrunn, Vienna (1766/67)
- Rafforzamenti in occasione della consacrazione delle chiese dei piaristi e dei salesiani, Vienna (1768)
- Altari della  chiesa parrocchiale di San Giuseppe a  Margareten, Vienna (1771)

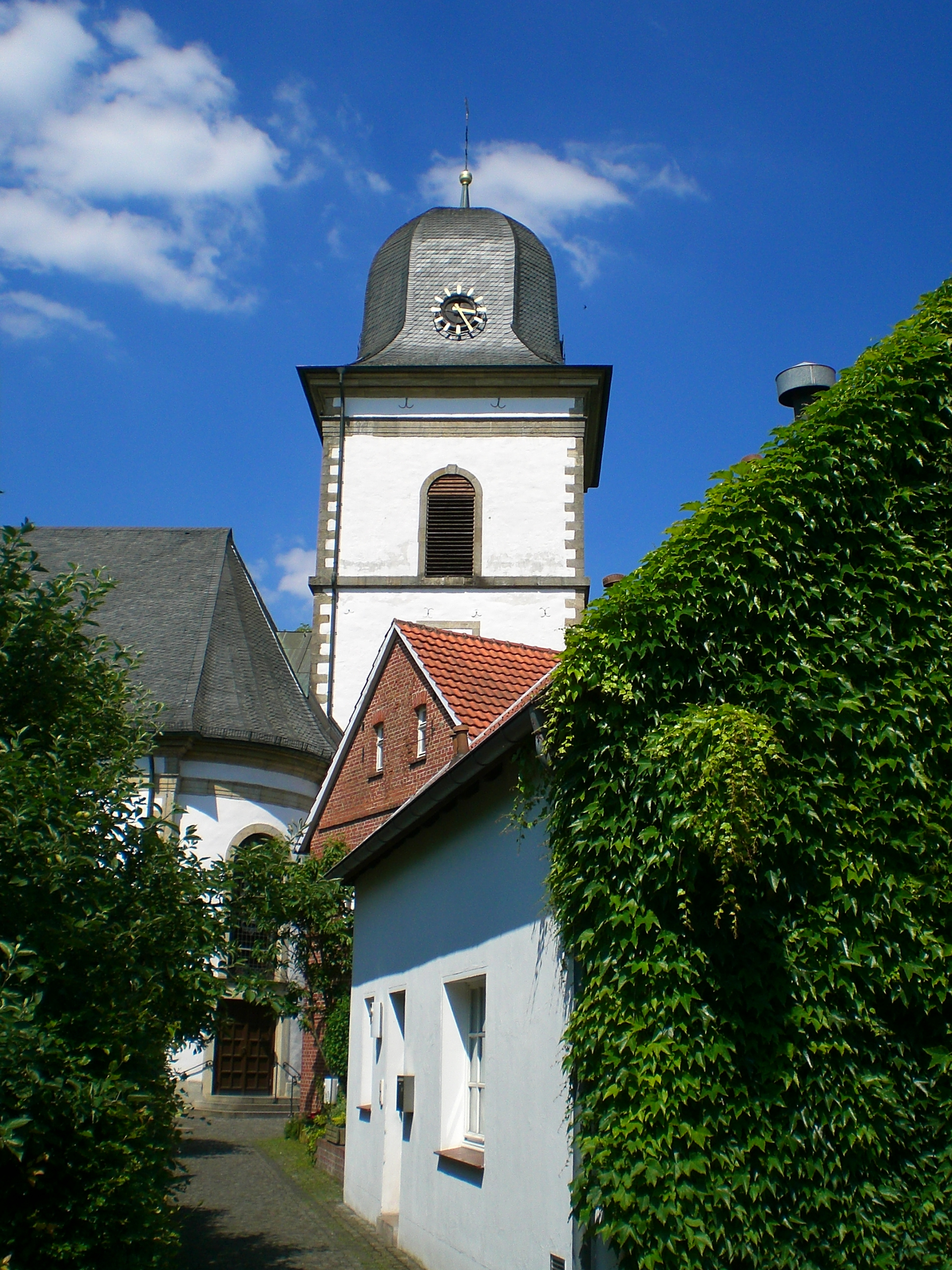
Chiesa cattolica di Sant'Anna in Verl. Ordinata da Wenzel Anton von Kaunitz-Rietberg.

- Gloriette, Parco del Castello di Schönbrunn, Vienna (1775)
- Obeliskkaskade, Parco di Schönbrunn, Vienna (1777)
- Altar maggiore della Lichtentaler Kirche, Vienna (1777)
- Rovine romane, Parco del castello di Schönbrunn, Vienna (1778)
- Progetto della Fontana di Nettuno, Parco del castello di Schönbrunn, Vienna (1778)
- Palazzo Fries (poi Pallavicini), Vienna (1783/84)
- "Rigotificazione" della Chiesa di Sant'Agostino, Vienna (verso il 1784)
- Ristrutturazione dell'interno della Chiesa dei Minoriti, (verso il 1785)
- Ristrutturazione dell'interno della Chiesa di San Michele, Vienna (1792)
- Progetto della  chiesa di Sant'Anna a  Verl (1792–1801)
- Stucchi del soffitto nel Palazzo Schwarzenberg, Vienna (1802)
- Diverse costruzioni nel giardino del Castello di Laxenburg